# Мэнтл, Микки
Микки Чарльз Мэнтл (англ. Mickey Charles Mantle, 20 октября 1931 года, Спавино — 13 августа 1995 года, Даллас) — американский профессиональный бейсболист, полевой игрок (аутфилдер) и защитник первой базы «Нью-Йорк Янкис». Заслужил три титула «Самый ценный игрок» (англ. Most Valuable Player) Американской лиги и принял участие в 20 Матчах всех звёзд (англ. All-Star games).
Мэнтл принял участие в 12 ежегодных чемпионатах США по бейсболу, победив в 7 из них. Он по-прежнему удерживает рекорды Мировой серии по числу хоум-ранов (18), RBI (40), очков (42), уолков (43), сумме даблов, триплов и хоумранов (26), и числу занятых баз (123). Выиграл «тройную корону» в 1956 году. В 1974 году Мэнтл был включен в Зал славы бейсбола.